# Kimsquit Peak
Kimsquit Peak är en bergstopp i Kanada.   Den ligger i Central Coast Regional District och provinsen British Columbia, i den sydvästra delen av landet, 3 700 km väster om huvudstaden Ottawa. Toppen på Kimsquit Peak är 2 190 meter över havet.
Terrängen runt Kimsquit Peak är huvudsakligen mycket bergig. Trakten runt Kimsquit Peak är nära nog obefolkad, med mindre än två invånare per kvadratkilometer..
Trakten runt Kimsquit Peak består i huvudsak av gräsmarker.